# UGC 2885
UGC 2885は、ペルセウス座にある巨大な渦巻銀河。ヴェラ・ルービンが銀河の回転曲線問題の考察に使ったことから「ルービンの銀河 (英: Rubin's Galaxy)」、またあまりに巨大なことから「ゴジラ銀河 (英: Godzilla galaxy)」などのニックネームが付けられている。カタログ名の「UGC」は、ウプサラ銀河カタログ (Uppsala General Catalogue of Galaxies) の略称。

## 概要
地球から約2億3200万光年の距離にあり、その直径は天の川銀河の約2.5倍、抱える星の数は10倍にも及ぶとされる。渦巻銀河としては渦状腕の巻き込みがほどけた形をしており、腕の巻き方がリング型 (r) とスパイラル型 (s) の中間にあることから、銀河の形態分類であるドゥ・ボークルール分類では「SA (rs) c型」として分類されてきた。しかし、2017年から2019年にかけてハッブル宇宙望遠鏡の広視野カメラWFC3で得られた精細な撮像では、中心のバルジ部分に小さくも明確な棒状構造が見られる。
UGC 2885は、他の銀河団や銀河群から孤立した散在銀河であり、銀河の形成から、他の大きな銀河からの重力相互作用を受けることなく成長してきたと考えられている。巨大銀河として成長する過程で、小さな銀河を吸収してきたのか、銀河間の水素ガスの降着で成長したのかは、銀河ハローの球状星団の個数を精査することで判別できると考えられており、2021年打ち上げ予定のジェイムズ・ウェッブ宇宙望遠鏡による観測が待たれている。
2002年1月17日、II型超新星SN 2002Fが発見された。